# Eleições autárquicas de 2013 em Almada
As eleições autárquicas de 2013 serviram para eleger os membros para os diferentes órgãos do poder local no Concelho de Almada.
A Coligação Democrática Unitária voltou a vencer as eleições no concelho, ao obter 38,5% dos votos, e, também recuperando a maioria absoluta na vereação, que tinha perdida na eleição anterior.

## Resultados Oficiais
Os resultados oficiais para os diferentes órgãos do poder local no concelho de Almada foram os seguintes:

### Câmara Municipal
| Partido                 | Partido                               | Votos   | %               | +/-  | Vereadores | +/-     |
| ----------------------- | ------------------------------------- | ------- | --------------- | ---- | ---------- | ------- |
|                         | Coligação Democrática Unitária        | 23 466  | 38,73 / 100,00  | 0,06 | 6 / 11     | 1       |
|                         | Partido Socialista                    | 15 586  | 25,72 / 100,00  | 1,86 | 3 / 11     | Estável |
|                         | Partido Social Democrata              | 8 440   | 13,93 / 100,00  | 1,49 | 2 / 11     | Estável |
|                         | Bloco de Esquerda                     | 3 250   | 5,36 / 100,00   | 2,45 | 0 / 11     | 1       |
|                         | CDS – Partido Popular                 | 1 502   | 2,48 / 100,00   | 2,83 | 0 / 11     | Estável |
|                         | Partido pelos Animais e pela Natureza | 1 408   | 2,32 / 100,00   | Novo | 0 / 11     | Novo    |
|                         | PCTP/MRPP                             | 1 332   | 2,20 / 100,00   | 2,35 | 0 / 11     | Estável |
|                         | Partido Trabalhista Português         | 310     | 0,51 / 100,00   | -    | 0 / 11     | -       |
| Votos Inválidos         | Votos Inválidos                       | 5 299   | 8,74 / 100,00   | 4,83 |            |         |
| Total                   | Total                                 | 60 593  | 100,00 / 100,00 |      | 11 / 11    |         |
| Eleitorado/Participação | Eleitorado/Participação               | 149 500 | 40,53 / 100,00  | 7,78 |            |         |

### Assembleia Municipal
| Partido                 | Partido                               | Votos   | %               | +/-  | Mandatos | +/-     |
| ----------------------- | ------------------------------------- | ------- | --------------- | ---- | -------- | ------- |
|                         | Coligação Democrática Unitária        | 22 298  | 36,80 / 100,00  | 1,53 | 14 / 33  | Estável |
|                         | Partido Socialista                    | 15 345  | 25,33 / 100,00  | 0,26 | 10 / 33  | 1       |
|                         | Partido Social Democrata              | 8 307   | 13,71 / 100,00  | 2,51 | 5 / 33   | Estável |
|                         | Bloco de Esquerda                     | 3 925   | 6,48 / 100,00   | 3,48 | 2 / 33   | 1       |
|                         | CDS – Partido Popular                 | 1 785   | 2,95 / 100,00   | 3,27 | 1 / 33   | 1       |
|                         | Partido pelos Animais e pela Natureza | 1 722   | 2,84 / 100,00   | Novo | 1 / 33   | Novo    |
|                         | PCTP/MRPP                             | 1 318   | 2,18 / 100,00   | -    | 0 / 33   | -       |
|                         | Partido Trabalhista Português         | 328     | 0,54 / 100,00   | -    | 0 / 33   | -       |
| Votos Inválidos         | Votos Inválidos                       | 5 557   | 9,17 / 100,00   | 5,48 |          |         |
| Total                   | Total                                 | 60 585  | 100,00 / 100,00 |      | 33 / 33  |         |
| Eleitorado/Participação | Eleitorado/Participação               | 149 500 | 40,53 / 100,00  | 7,73 |          |         |

### Juntas de Freguesia
| Partido                 | Partido                        | Votos   | %               | +/-  | Presidentes | Mandatos | +/- |
| ----------------------- | ------------------------------ | ------- | --------------- | ---- | ----------- | -------- | --- |
|                         | Coligação Democrática Unitária | 23 471  | 38,73 / 100,00  | 1,23 | 4 / 5       | 43 / 91  | 18  |
|                         | Partido Socialista             | 16 191  | 26,71 / 100,00  | 0,82 | 1 / 5       | 29 / 91  | 15  |
|                         | Partido Social Democrata       | 8 290   | 13,68 / 100,00  | 3,43 | 0 / 5       | 14 / 91  | 11  |
|                         | Bloco de Esquerda              | 4 102   | 6,77 / 100,00   | 2,42 | 0 / 5       | 4 / 91   | 6   |
|                         | CDS – Partido Popular          | 1 668   | 2,75 / 100,00   | 1,77 | 0 / 5       | 0 / 91   | 3   |
|                         | Grupo de Cidadãos              | 505     | 0,83 / 100,00   | 0,42 | 0 / 5       | 1 / 91   | 1   |
|                         | PCTP/MRPP                      | 471     | 0,78 / 100,00   | -    | 0 / 5       | 0 / 91   | -   |
|                         | Partido Trabalhista Português  | 144     | 0,24 / 100,00   | -    | 0 / 5       | 0 / 91   | -   |
| Votos Inválidos         | Votos Inválidos                | 5 765   | 9,51 / 100,00   | 5,83 |             |          |     |
| Total                   | Total                          | 60 607  | 100,00 / 100,00 |      | 5 / 5       | 91 / 91  | 52  |
| Eleitorado/Participação | Eleitorado/Participação        | 149 500 | 40,54 / 100,00  | 7,77 |             |          |     |

## Resultados por Freguesia

### Câmara Municipal
| Freguesia                                  | %     | %     | %     | %    | %    | %    | %    | %    | Votantes |
| Freguesia                                  | CDU   | PS    | PSD   | BE   | CDS  | PAN  | PCTP | PTP  | Votantes |
| ------------------------------------------ | ----- | ----- | ----- | ---- | ---- | ---- | ---- | ---- | -------- |
| Almada, Cova da Piedade, Pragal e Cacilhas | 42,13 | 24,70 | 13,87 | 5,24 | 1,98 | 1,96 | 2,15 | 0,38 | 20 156   |
| Caparica e Trafaria                        | 41,16 | 27,44 | 10,17 | 5,09 | 2,81 | 2,06 | 2,33 | 0,94 | 8 317    |
| Charneca de Caparica e Sobreda             | 33,11 | 25,96 | 16,78 | 5,32 | 2,99 | 2,84 | 1,73 | 0,45 | 14 354   |
| Costa de Caparica                          | 22,19 | 32,52 | 23,67 | 5,41 | 3,26 | 2,63 | 2,25 | 0,56 | 4 791    |
| Laranjeiro e Feijó                         | 44,22 | 23,45 | 9,67  | 5,76 | 2,19 | 2,38 | 2,67 | 0,49 | 12 975   |
| Almada                                     | 38,73 | 25,72 | 13,93 | 5,36 | 2,48 | 2,32 | 2,20 | 0,51 | 60 593   |

#### Almada, Cova da Piedade, Pragal e Cacilhas
| Partido                 | Partido                               | Votos  | %               | +/-  |
| ----------------------- | ------------------------------------- | ------ | --------------- | ---- |
|                         | Coligação Democrática Unitária        | 8 491  | 42,13 / 100,00  | 1,35 |
|                         | Partido Socialista                    | 4 978  | 24,70 / 100,00  | 1,79 |
|                         | Partido Social Democrata              | 2 796  | 13,87 / 100,00  | 1,73 |
|                         | Bloco de Esquerda                     | 1 056  | 5,24 / 100,00   | 2,74 |
|                         | PCTP/MRPP                             | 434    | 2,15 / 100,00   | 2,28 |
|                         | CDS – Partido Popular                 | 399    | 1,98 / 100,00   | 2,43 |
|                         | Partido pelos Animais e pela Natureza | 395    | 1,96 / 100,00   | Novo |
|                         | Partido Trabalhista Português         | 77     | 0,38 / 100,00   | -    |
| Votos Inválidos         | Votos Inválidos                       | 1 530  | 7,59 / 100,00   | 4,07 |
| Total                   | Total                                 | 20 156 | 100,00 / 100,00 |      |
| Eleitorado/Participação | Eleitorado/Participação               | 47 259 | 42,65 / 100,00  | 7,26 |

#### Caparica e Trafaria
| Partido                 | Partido                               | Votos  | %               | +/-  |
| ----------------------- | ------------------------------------- | ------ | --------------- | ---- |
|                         | Coligação Democrática Unitária        | 3 423  | 41,16 / 100,00  | 2,44 |
|                         | Partido Socialista                    | 2 282  | 27,44 / 100,00  | 0,41 |
|                         | Partido Social Democrata              | 846    | 10,17 / 100,00  | 0,55 |
|                         | Bloco de Esquerda                     | 423    | 5,09 / 100,00   | 2,81 |
|                         | CDS – Partido Popular                 | 234    | 2,81 / 100,00   | 2,32 |
|                         | PCTP/MRPP                             | 194    | 2,33 / 100,00   | 2,98 |
|                         | Partido pelos Animais e pela Natureza | 171    | 2,06 / 100,00   | Novo |
|                         | Partido Trabalhista Português         | 78     | 0,94 / 100,00   | -    |
| Votos Inválidos         | Votos Inválidos                       | 666    | 8,01 / 100,00   | 4,17 |
| Total                   | Total                                 | 8 317  | 100,00 / 100,00 |      |
| Eleitorado/Participação | Eleitorado/Participação               | 21 996 | 37,81 / 100,00  | 7,59 |

#### Charneca de Caparica e Sobreda
| Partido                 | Partido                               | Votos  | %               | +/-  |
| ----------------------- | ------------------------------------- | ------ | --------------- | ---- |
|                         | Coligação Democrática Unitária        | 4 752  | 33,11 / 100,00  | 0,44 |
|                         | Partido Socialista                    | 3 726  | 25,96 / 100,00  | 0,75 |
|                         | Partido Social Democrata              | 2 409  | 16,78 / 100,00  | 1,91 |
|                         | Bloco de Esquerda                     | 764    | 5,32 / 100,00   | 2,96 |
|                         | CDS – Partido Popular                 | 429    | 2,99 / 100,00   | 3,37 |
|                         | Partido pelos Animais e pela Natureza | 407    | 2,84 / 100,00   | Novo |
|                         | PCTP/MRPP                             | 249    | 1,73 / 100,00   | 2,19 |
|                         | Partido Trabalhista Português         | 65     | 0,45 / 100,00   | -    |
| Votos Inválidos         | Votos Inválidos                       | 1 553  | 10,82 / 100,00  | 6,36 |
| Total                   | Total                                 | 14 354 | 100,00 / 100,00 |      |
| Eleitorado/Participação | Eleitorado/Participação               | 34 673 | 41,40 / 100,00  | 9,23 |

#### Costa de Caparica
| Partido                 | Partido                               | Votos  | %               | +/-  |
| ----------------------- | ------------------------------------- | ------ | --------------- | ---- |
|                         | Partido Socialista                    | 1 558  | 32,52 / 100,00  | 4,68 |
|                         | Partido Social Democrata              | 1 134  | 23,67 / 100,00  | 2,19 |
|                         | Coligação Democrática Unitária        | 1 063  | 22,19 / 100,00  | 3,87 |
|                         | Bloco de Esquerda                     | 259    | 5,41 / 100,00   | 0,92 |
|                         | CDS – Partido Popular                 | 156    | 3,26 / 100,00   | 4,11 |
|                         | Partido pelos Animais e pela Natureza | 126    | 2,63 / 100,00   | Novo |
|                         | PCTP/MRPP                             | 108    | 2,25 / 100,00   | 0,14 |
|                         | Partido Trabalhista Português         | 27     | 0,56 / 100,00   | -    |
| Votos Inválidos         | Votos Inválidos                       | 360    | 7,51 / 100,00   | 3,77 |
| Total                   | Total                                 | 4 791  | 100,00 / 100,00 |      |
| Eleitorado/Participação | Eleitorado/Participação               | 11 318 | 42,33 / 100,00  | 7,38 |

#### Laranjeiro e Feijó
| Partido                 | Partido                               | Votos  | %               | +/-  |
| ----------------------- | ------------------------------------- | ------ | --------------- | ---- |
|                         | Coligação Democrática Unitária        | 5 737  | 44,22 / 100,00  | 1,15 |
|                         | Partido Socialista                    | 3 042  | 23,45 / 100,00  | 3,25 |
|                         | Partido Social Democrata              | 1 255  | 9,67 / 100,00   | 1,60 |
|                         | Bloco de Esquerda                     | 748    | 5,76 / 100,00   | 1,75 |
|                         | PCTP/MRPP                             | 347    | 2,67 / 100,00   | 3,06 |
|                         | Partido pelos Animais e pela Natureza | 309    | 2,38 / 100,00   | Novo |
|                         | CDS – Partido Popular                 | 284    | 2,19 / 100,00   | 3,00 |
|                         | Partido Trabalhista Português         | 63     | 0,49 / 100,00   | -    |
| Votos Inválidos         | Votos Inválidos                       | 1 190  | 9,18 / 100,00   | 5,05 |
| Total                   | Total                                 | 12 975 | 100,00 / 100,00 |      |
| Eleitorado/Participação | Eleitorado/Participação               | 34 254 | 37,88 / 100,00  | 7,39 |

### Assembleia Municipal
| Freguesia                                  | %     | %     | %     | %    | %    | %    | %    | %    | Votantes |
| Freguesia                                  | CDU   | PS    | PSD   | BE   | CDS  | PAN  | PCTP | PTP  | Votantes |
| ------------------------------------------ | ----- | ----- | ----- | ---- | ---- | ---- | ---- | ---- | -------- |
| Almada, Cova da Piedade, Pragal e Cacilhas | 40,02 | 24,43 | 13,80 | 6,62 | 2,29 | 2,38 | 2,00 | 0,39 | 20 159   |
| Caparica e Trafaria                        | 39,61 | 27,29 | 10,06 | 5,87 | 2,84 | 2,45 | 2,50 | 1,08 | 8 317    |
| Charneca de Caparica e Sobreda             | 30,80 | 25,56 | 16,47 | 6,53 | 3,30 | 3,68 | 1,88 | 0,45 | 14 341   |
| Costa da Caparica                          | 20,94 | 33,12 | 22,75 | 5,64 | 3,44 | 3,21 | 2,13 | 0,56 | 4 791    |
| Laranjeiro e Feijó                         | 42,51 | 22,34 | 9,52  | 6,90 | 3,46 | 2,74 | 2,59 | 0,52 | 12 977   |
| Almada                                     | 36,80 | 25,33 | 13,71 | 6,48 | 2,95 | 2,84 | 2,18 | 0,54 | 60 585   |

#### Almada, Cova da Piedade, Pragal e Cacilhas
| Partido                 | Partido                               | Votos  | %               | +/-  |
| ----------------------- | ------------------------------------- | ------ | --------------- | ---- |
|                         | Coligação Democrática Unitária        | 8 067  | 40,02 / 100,00  | 0,73 |
|                         | Partido Socialista                    | 4 924  | 24,43 / 100,00  | 0,39 |
|                         | Partido Social Democrata              | 2 782  | 13,80 / 100,00  | 2,70 |
|                         | Bloco de Esquerda                     | 1 335  | 6,62 / 100,00   | 3,52 |
|                         | Partido pelos Animais e pela Natureza | 480    | 2,38 / 100,00   | Novo |
|                         | CDS – Partido Popular                 | 462    | 2,29 / 100,00   | 2,91 |
|                         | PCTP/MRPP                             | 403    | 2,00 / 100,00   | -    |
|                         | Partido Trabalhista Português         | 79     | 0,39 / 100,00   | -    |
| Votos Inválidos         | Votos Inválidos                       | 1 627  | 8,07 / 100,00   | 4,71 |
| Total                   | Total                                 | 20 159 | 100,00 / 100,00 |      |
| Eleitorado/Participação | Eleitorado/Participação               | 47 259 | 42,66 / 100,00  | 7,19 |

#### Caparica e Trafaria
| Partido                 | Partido                               | Votos  | %               | +/-  |
| ----------------------- | ------------------------------------- | ------ | --------------- | ---- |
|                         | Coligação Democrática Unitária        | 3 294  | 39,61 / 100,00  | 0,33 |
|                         | Partido Socialista                    | 2 270  | 27,29 / 100,00  | 2,70 |
|                         | Partido Social Democrata              | 837    | 10,06 / 100,00  | 0,98 |
|                         | Bloco de Esquerda                     | 488    | 5,87 / 100,00   | 3,69 |
|                         | CDS – Partido Popular                 | 236    | 2,84 / 100,00   | 2,95 |
|                         | PCTP/MRPP                             | 208    | 2,50 / 100,00   | -    |
|                         | Partido pelos Animais e pela Natureza | 204    | 2,45 / 100,00   | Novo |
|                         | Partido Trabalhista Português         | 90     | 1,08 / 100,00   | -    |
| Votos Inválidos         | Votos Inválidos                       | 690    | 8,29 / 100,00   | 4,62 |
| Total                   | Total                                 | 8 317  | 100,00 / 100,00 |      |
| Eleitorado/Participação | Eleitorado/Participação               | 21 996 | 37,81 / 100,00  | 7,59 |

#### Charneca de Caparica e Sobreda
| Partido                 | Partido                               | Votos  | %               | +/-  |
| ----------------------- | ------------------------------------- | ------ | --------------- | ---- |
|                         | Coligação Democrática Unitária        | 4 417  | 30,80 / 100,00  | 0,02 |
|                         | Partido Socialista                    | 3 665  | 25,56 / 100,00  | 1,91 |
|                         | Partido Social Democrata              | 2 362  | 16,47 / 100,00  | 2,99 |
|                         | Bloco de Esquerda                     | 936    | 6,53 / 100,00   | 4,07 |
|                         | Partido pelos Animais e pela Natureza | 528    | 3,68 / 100,00   | Novo |
|                         | CDS – Partido Popular                 | 473    | 3,30 / 100,00   | 4,26 |
|                         | PCTP/MRPP                             | 269    | 1,88 / 100,00   | -    |
|                         | Partido Trabalhista Português         | 64     | 0,45 / 100,00   | -    |
| Votos Inválidos         | Votos Inválidos                       | 1 627  | 11,35 / 100,00  | 7,23 |
| Total                   | Total                                 | 14 341 | 100,00 / 100,00 |      |
| Eleitorado/Participação | Eleitorado/Participação               | 34 673 | 41,36 / 100,00  | 9,10 |

#### Costa de Caparica
| Partido                 | Partido                               | Votos  | %               | +/-  |
| ----------------------- | ------------------------------------- | ------ | --------------- | ---- |
|                         | Partido Socialista                    | 1 587  | 33,12 / 100,00  | 2,97 |
|                         | Partido Social Democrata              | 1 090  | 22,75 / 100,00  | 4,87 |
|                         | Coligação Democrática Unitária        | 1 003  | 20,94 / 100,00  | 1,05 |
|                         | Bloco de Esquerda                     | 270    | 5,64 / 100,00   | 2,99 |
|                         | CDS – Partido Popular                 | 165    | 3,44 / 100,00   | 5,28 |
|                         | Partido pelos Animais e pela Natureza | 154    | 3,21 / 100,00   | Novo |
|                         | PCTP/MRPP                             | 102    | 2,13 / 100,00   | -    |
|                         | Partido Trabalhista Português         | 27     | 0,56 / 100,00   | -    |
| Votos Inválidos         | Votos Inválidos                       | 393    | 8,20 / 100,00   | 4,31 |
| Total                   | Total                                 | 4 791  | 100,00 / 100,00 |      |
| Eleitorado/Participação | Eleitorado/Participação               | 11 318 | 42,33 / 100,00  | 7,38 |

#### Laranjeiro e Feijó
| Partido                 | Partido                               | Votos  | %               | +/-  |
| ----------------------- | ------------------------------------- | ------ | --------------- | ---- |
|                         | Coligação Democrática Unitária        | 5 517  | 42,51 / 100,00  | 3,82 |
|                         | Partido Socialista                    | 2 899  | 22,34 / 100,00  | 0,06 |
|                         | Partido Social Democrata              | 1 236  | 9,52 / 100,00   | 2,37 |
|                         | Bloco de Esquerda                     | 896    | 6,90 / 100,00   | 2,84 |
|                         | CDS – Partido Popular                 | 449    | 3,46 / 100,00   | 2,54 |
|                         | Partido pelos Animais e pela Natureza | 356    | 2,74 / 100,00   | Novo |
|                         | PCTP/MRPP                             | 336    | 2,59 / 100,00   | -    |
|                         | Partido Trabalhista Português         | 68     | 0,52 / 100,00   | -    |
| Votos Inválidos         | Votos Inválidos                       | 1 220  | 9,41 / 100,00   | 5,64 |
| Total                   | Total                                 | 12 977 | 100,00 / 100,00 |      |
| Eleitorado/Participação | Eleitorado/Participação               | 34 254 | 37,88 / 100,00  | 7,39 |

### Juntas de Freguesia

#### Almada, Cova da Piedade, Pragal e Cacilhas
| Partido                 | Partido                        | Votos  | %               | Mandatos |
| ----------------------- | ------------------------------ | ------ | --------------- | -------- |
|                         | Coligação Democrática Unitária | 8 422  | 41,78 / 100,00  | 11 / 21  |
|                         | Partido Socialista             | 4 921  | 24,41 / 100,00  | 6 / 21   |
|                         | Partido Social Democrata       | 2 798  | 13,88 / 100,00  | 3 / 21   |
|                         | Bloco de Esquerda              | 1 423  | 7,06 / 100,00   | 1 / 21   |
|                         | CDS – Partido Popular          | 475    | 2,36 / 100,00   | 0 / 21   |
|                         | PCTP/MRPP                      | 395    | 1,96 / 100,00   | 0 / 21   |
| Votos Inválidos         | Votos Inválidos                | 1 726  | 8,56 / 100,00   |          |
| Total                   | Total                          | 20 160 | 100,00 / 100,00 | 21 / 21  |
| Eleitorado/Participação | Eleitorado/Participação        | 47 259 | 42,66 / 100,00  |          |

#### Caparica e Trafaria
| Partido                 | Partido                        | Votos  | %               | Mandatos |
| ----------------------- | ------------------------------ | ------ | --------------- | -------- |
|                         | Coligação Democrática Unitária | 3 560  | 42,80 / 100,00  | 10 / 19  |
|                         | Partido Socialista             | 2 307  | 27,74 / 100,00  | 6 / 19   |
|                         | Partido Social Democrata       | 842    | 10,12 / 100,00  | 2 / 19   |
|                         | Bloco de Esquerda              | 501    | 6,02 / 100,00   | 1 / 19   |
|                         | CDS – Partido Popular          | 231    | 2,78 / 100,00   | 0 / 19   |
|                         | Partido Trabalhista Português  | 144    | 1,73 / 100,00   | 0 / 19   |
| Votos Inválidos         | Votos Inválidos                | 732    | 8,80 / 100,00   |          |
| Total                   | Total                          | 8 317  | 100,00 / 100,00 | 19 / 19  |
| Eleitorado/Participação | Eleitorado/Participação        | 21 996 | 37,81 / 100,00  |          |

#### Charneca de Caparica e Sobreda
| Partido                 | Partido                        | Votos  | %               | Mandatos |
| ----------------------- | ------------------------------ | ------ | --------------- | -------- |
|                         | Coligação Democrática Unitária | 4 742  | 33,02 / 100,00  | 8 / 19   |
|                         | Partido Socialista             | 4 089  | 28,47 / 100,00  | 6 / 19   |
|                         | Partido Social Democrata       | 2 353  | 16,38 / 100,00  | 4 / 19   |
|                         | Bloco de Esquerda              | 954    | 6,64 / 100,00   | 1 / 19   |
|                         | CDS – Partido Popular          | 504    | 3,51 / 100,00   | 0 / 19   |
| Votos Inválidos         | Votos Inválidos                | 1 719  | 11,97 / 100,00  |          |
| Total                   | Total                          | 14 361 | 100,00 / 100,00 | 19 / 19  |
| Eleitorado/Participação | Eleitorado/Participação        | 34 673 | 41,42 / 100,00  |          |

#### Costa da Caparica
| Partido                 | Partido                           | Votos  | %               | +/-   | Mandatos | +/-     |
| ----------------------- | --------------------------------- | ------ | --------------- | ----- | -------- | ------- |
|                         | Partido Socialista                | 1 757  | 36,66 / 100,00  | 6,19  | 6 / 13   | 1       |
|                         | Partido Social Democrata          | 1 032  | 21,53 / 100,00  | 10,16 | 3 / 13   | 2       |
|                         | Coligação Democrática Unitária    | 790    | 16,48 / 100,00  | 0,90  | 3 / 13   | 1       |
|                         | Movimento de Cidadania pela Costa | 505    | 10,54 / 100,00  | Novo  | 1 / 13   | Novo    |
|                         | Bloco de Esquerda                 | 189    | 3,94 / 100,00   | 1,23  | 0 / 13   | Estável |
|                         | CDS – Partido Popular             | 119    | 2,48 / 100,00   | 6,24  | 0 / 13   | 1       |
|                         | PCTP/MRPP                         | 76     | 1,59 / 100,00   | -     | 0 / 13   | -       |
| Votos Inválidos         | Votos Inválidos                   | 325    | 6,78 / 100,00   | 3,80  |          |         |
| Total                   | Total                             | 4 793  | 100,00 / 100,00 |       | 13 / 13  |         |
| Eleitorado/Participação | Eleitorado/Participação           | 11 318 | 42,35 / 100,00  | 7,36  |          |         |

#### Laranjeiro e Feijó
| Partido                 | Partido                        | Votos  | %               | Mandatos |
| ----------------------- | ------------------------------ | ------ | --------------- | -------- |
|                         | Coligação Democrática Unitária | 5 957  | 45,91 / 100,00  | 11 / 19  |
|                         | Partido Socialista             | 3 117  | 24,02 / 100,00  | 5 / 19   |
|                         | Partido Social Democrata       | 1 265  | 9,75 / 100,00   | 2 / 19   |
|                         | Bloco de Esquerda              | 1 035  | 7,98 / 100,00   | 1 / 19   |
|                         | CDS – Partido Popular          | 339    | 2,61 / 100,00   | 0 / 19   |
| Votos Inválidos         | Votos Inválidos                | 1 263  | 9,73 / 100,00   |          |
| Total                   | Total                          | 12 976 | 100,00 / 100,00 | 19 / 19  |
| Eleitorado/Participação | Eleitorado/Participação        | 34 254 | 37,88 / 100,00  |          |

#### Juntas antes e depois das Eleições
| Freguesia                                  | 2009-2013   | 2009-2013                | 2009-2013      | 2013-2017 | 2013-2017                      | 2013-2017      |
| ------------------------------------------ | ----------- | ------------------------ | -------------- | --------- | ------------------------------ | -------------- |
| Almada, Cova da Piedade, Pragal e Cacilhas | Não Existia | Não Existia              | Não Existia    |           | Coligação Democrática Unitária | 41,78 / 100,00 |
| Caparica e Trafaria                        | Não Existia | Não Existia              | Não Existia    |           | Coligação Democrática Unitária | 42,80 / 100,00 |
| Charneca de Caparica e Sobreda             | Não Existia | Não Existia              | Não Existia    |           | Coligação Democrática Unitária | 33,02 / 100,00 |
| Costa de Caparica                          |             | Partido Social Democrata | 31,69 / 100,00 |           | Partido Socialista             | 36,66 / 100,00 |
| Laranjeiro e Feijó                         | Não Existia | Não Existia              | Não Existia    |           | Coligação Democrática Unitária | 45,91 / 100,00 |